# Strampfer-Theater
Le Strampfer-Theater était un théâtre de Vienne, dans l'Innere Stadt, à l'adresse actuelle : Tuchlauben 12 (à l'origine : 16) / Brandstätte 10. Il existe de 1871 à 1884 et était dédié à la comédie et à l'opérette locales.

## Histoire
De 1831 à 1870 se trouve le premier bâtiment de concert de la Société philharmonique de Vienne, le Musikverein. En 1870, la Société s'installe sur la Karlsplatz et vend le bâtiment la même année.
En novembre 1870, l'acteur Friedrich Strampfer acquiert le "Vaudeville-Theater" qui fut ruiné par Anton Küstner. Il reconstruit complètement le bâtiment (et surtout la salle de concert) au début de l'été 1871 (trois niveaux, 28 loges, 800 spectateurs) et ouvre avec trois pièces le 12 septembre 1871 sous le nom de Strampfer-Theater. Les prix d'entrée initialement élevés auraient été fixés par Strampfer afin d'éloigner la populace. Strampfer fait des acteurs Alexander Girardi, Josefine Gallmeyer et Karl Blasel des célébrités. Anton M. Storch et Julius Hopp sont les chefs d'orchestre et les compositeurs.
Le théâtre devient moins réputé et a des prix d'entrée inférieurs à ceux des théâtres du Wiener Vorstadttheater, mais il attire un public de la classe moyenne inférieure. Parfois, on le considère comme une sorte d'antithèse du plus distingué Theater an der Wien, que Strampfer avait dirigé du 1er septembre 1862 au 26 juillet 1869.
La scène a une fonction importante dans la première période de l'opérette viennoise et présente de nombreuses œuvres de Jacques Offenbach, dont Dorothea lors de la soirée d'ouverture et les opérettes Der Schmuggler et Die Rose von Saint-Fleur le 19 février 1872, ce qui donne lieu à des divergences, car Offenbach refuse de diriger des opérettes en un acte, même si elles sont écrites par lui.
Un nouveau bâtiment prévu par Camillo Sitte ne peut être financé en 1873. Strampfer quitte le théâtre un an plus tard. En 1874, Josefine Gallmeyer reprend la direction avec l'écrivain Julius Rosen (1833–1892), mais à la fin ils ne réussissent pas économiquement. Le théâtre doit fermer en 1884 en raison d'une faillite.
Le nouveau propriétaire fait démolir le théâtre en 1885. À sa place, il fait construire un immeuble résidentiel et commercial par Gustav von Korompay sur la parcelle d'angle (la Brandstätte fut redessinée vers 1875 jusqu'au Tuchlauben) en 1886, qui est nommé Mattoni-Hof et les adresses Tuchlauben 12 et Brandstätte 10.

## Source de la traduction
- (de) Cet article est partiellement ou en totalité issu de l’article de Wikipédia en allemand intitulé « Strampfer-Theater » (voir la liste des auteurs).

1. ↑  Marc Lacheny, Maria Piok, Sigurd Paul Scheichl, Karl Zieger, Französische Österreichbilder – Österreichische Frankreichbilder, Frank & Timme GmbH, 2020, 276 p. (ISBN 9783732906727, lire en ligne), p. 153
2. ↑  « Autriche », L'Industriel Alsacien, vol. 41, no 88,‎ 13 avril 1874, p. 3 (lire en ligne)
3. ↑  (de) Deutsche Biographie, « Gallmeyer, Josephine - Deutsche Biographie », sur www.deutsche-biographie.de (consulté le 20 avril 2023)